# Max Planck Társaság
A Max Planck Társaság (Max Planck Gesellschaft teljes nevén Max-Planck-Gesellschaft zur Förderung der Wissenschaften e. V.) független nonprofit kutatóhálózat Németországban, mely az 1911-ben alapított Vilmos Császár Társaság jogutódaként jött létre 1948. február 26-án. A társaság 80 intézetet működtet szerte Németországban.
A meteorológiai részlege elkészítette az országok várható időjárási térképeit – 2100-ig, mely a klímaváltozáshoz igazodik.

## Max Planck Intézetek

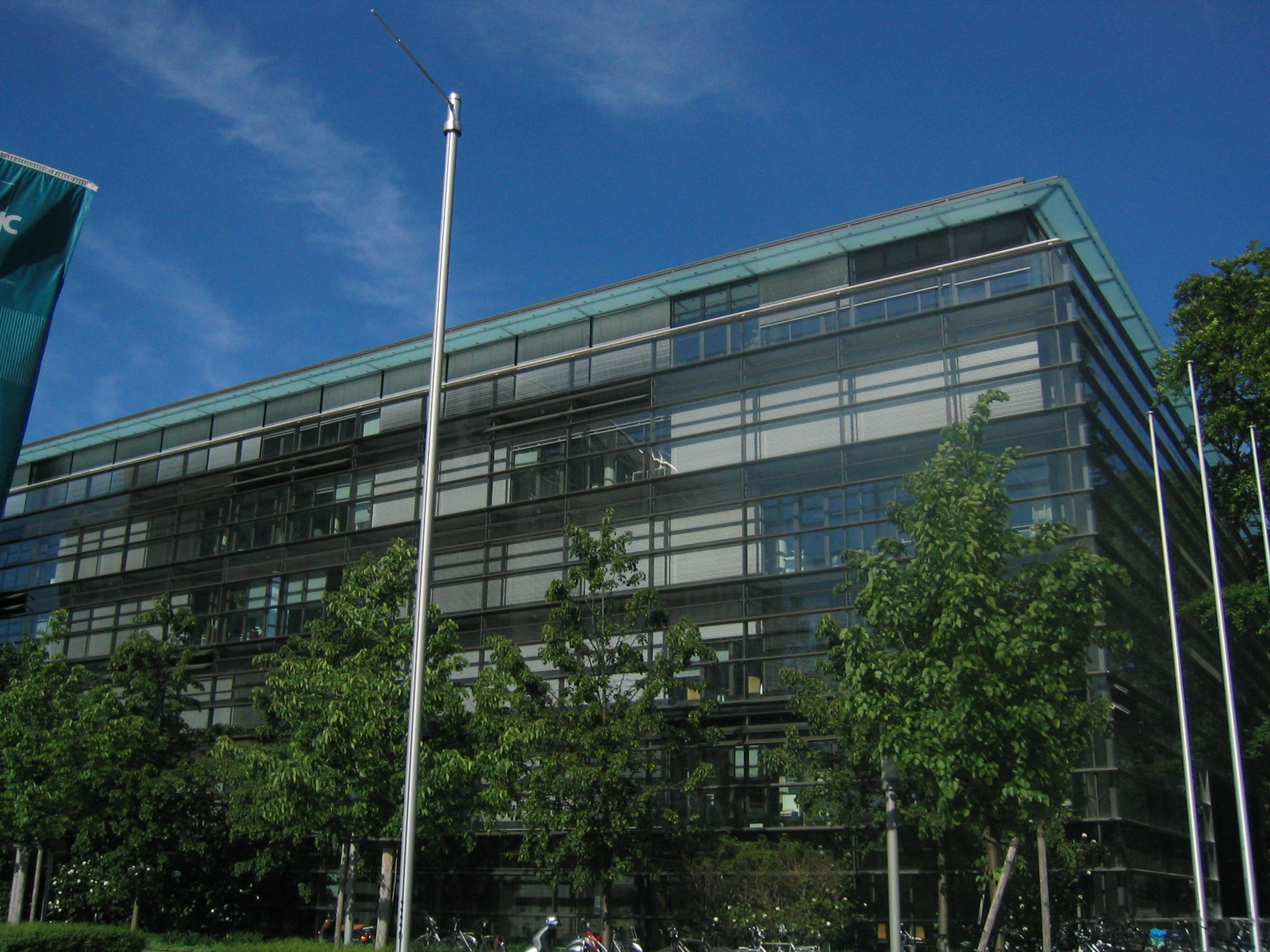
A Max Planck Társaság főéülete Münchenben

- Max Planck Institute for Evolutionary Anthropology, Leipzig
- Max Planck Institute for Astronomy, Heidelberg
- Max Planck Institute for Astrophysics, Garching
- Max Planck Institute for Social Anthropology
- Max Planck Institute of Biochemistry, Martinsried
- Max Planck Institute for Biogeochemistry, Jena
- Max Planck Institute for Biology, Tübingen
- Max Planck Institute for Biophysics, Frankfurt/Main
- Max Planck Institute for Biophysical Chemistry
- Max Planck Institute for Brain Research, Frankfurt/Main
- Max Planck Institute for Behavioral Physiology, Seewiesen closing
- Max Planck Institute for Plant Breeding Research, Köln
- Max Planck Institute for Molecular Biomedicine, Münster
- Max Planck Institute for Chemistry (Otto Hahn Institute), Mainz
- Max Planck Institute for Bioinorganic Chemistry, Mülheim/Ruhr,
- Max Planck Institute for Colloids and Interfaces, Golm b. Potsdam
- Max Planck Institute for Biological Cybernetics, Tübingen
- Max Planck Institute for Chemical Ecology, Jena
- Max Planck Institute for Research on Collective Goods, Bonn
- Max Planck Institute for Cell Biology, Ladenburg b. Heidelberg, closed 2003
- Max Planck Institute for Molecular Cell Biology and Genetics, Dresden
- Max Planck Institute for Demographic Research, Rostock
- Max Planck Institute for Dynamics and Self-Organization,
- Max Planck Institute for Dynamics of Complex Technical Systems, Magdeburg
- Max Planck Institute for Developmental Biology, Tübingen
- Max Planck Institute of Economics, Jena
- Max Planck Institute for Experimental Endocrinology, Hanover
- Max Planck Institute for Extraterrestrial Physics, Garching
- Max Planck Research Unit for Enzymology of Protein Folding, Halle/Saale
- Max Planck Institute for Experimental Medicine, Göttingen
- Max Planck Institute for Foreign and International Criminal Law, Freiburg
- Max Planck Institute for Foreign and International Social Law, München
- Max Planck Institute for Gravitational Physics (Albert Einstein Institute), Golm b. Potsdam
- Max Planck Institute for Human Development, Berlin
- Max Planck Institute for European History of Law, Frankfurt/Main
- Max Planck Institute for the History of Science, Berlin
- Max Planck Institute for Iron Research GmbH, Düsseldorf
- Max Planck Institute for Immunobiology, Freiburg
- Max Planck Institute for Infection Biology, Berlin
- Max Planck Institute for Informatics, Saarbrücken
- Max Planck Institute for Intellectual Property, Competition and Tax Law, München
- Max Planck Institute for Comparative Public Law and International Law, Heidelberg
- Max Planck Institute für Kohlenforschung (Coal Research) (rechtsfähige Stiftung), Mülheim/Ruhr
- Max Planck Institute, Florence
- Max Planck Institute of Limnology, Plön
- Max Planck Institute for Mathematics, Bonn
- Max Planck Institute for Mathematics in the Sciences, Leipzig
- Max Planck Institute for Medical Research, Heidelberg
- Max Planck Institute for Metals Research, Stuttgart
- Max Planck Institute for Meteorology, Hamburg
- Max Planck Institute for Marine Microbiology, Bremen
- Max Planck Institute for Terrestrial Microbiology, Marburg
- Max Planck Institute for Microstructure Physics, Halle/Saale
- Max Planck Working Groups for Structural Molecular Biology at DESY, Hamburg
- Max Planck Institute for Molecular Genetics, Berlin
- Max Planck Institute for Nuclear Physics, Heidelberg
- Max Planck Institute of Neurobiology, Martinsried
- Max Planck Institute for Neurological Research, Köln
- Max Planck Institute for Neuropsychological Research, Leipzig
- Max Planck Institute for Ornithology
- Max Planck Institute for Molecular Plant Physiology, Golm
- Max Planck Institute for Physics (Werner Heisenberg Institute), München
- Max Planck Institute for the Physics of Complex Systems, Dresden
- Max Planck Institute for the Chemical Physics of Solids, Dresden
- Max Planck Institute for Extraterrestrial Physics, Garching
- Max Planck Institute for Molecular Physiology, Dortmund
- Max Planck Institute for physiological and clinical Research, Bad Nauheim
- Max Planck Institute for Plasma Physics, Garching and Greifswald
- Max Planck Institute for Polymer Research, Mainz
- Max Planck Institute for Foreign Private and Private International Law, Hamburg
- Max Planck Institute for Psychiatry, München
- Max Planck Institute for Psycholinguistics, Nijmegen
- Max Planck Institute for Psychological Research, München
- Max Planck Institute for Quantum Optics, Garching
- Max Planck Institute for Radio Astronomy, Bonn
- Max Planck Institute for Software Systems, Kaiserslautern and Saarbrücken
- Max Planck Institute for Solar System Research
- Max Planck Institute for Solid State Research, Stuttgart
- Max Planck Institute for the Study of Religious and Ethnic Diversity, formerly Max Planck Institute for History, Göttingen
- Max Planck Institute for the Study of Societies, Köln